# Fresnel-Prisma
Ein Fresnel-Prisma oder Fresnelprisma [fʀɛˈnɛl] ist eine volumen- und massereduzierte Bauform eines optischen Prismas.
Das Prinzip wurde nach dem französischen Physiker Augustin Jean Fresnel benannt und funktioniert analog zur Fresnel-Linse.
Eine aus Kunststoff, wie Polyvinylchlorid, gefertigte Folie mit Fresnel-Prismen, wird auch als Prismenfolie (genauer Fresnel-Prismenfolie) bezeichnet.

## Aufbau
Da Licht nur beim Passieren der Prismenoberflächen gebrochen wird, ist der Brechungswinkel nicht von der Dicke, sondern nur von dem Winkel zwischen den beiden Oberflächen abhängig. Das Volumen des Fresnel-Prismas ist durch eine Aufteilung in streifenförmige Bereiche und somit viele kleine Einzelprismen verringert, deren Dicke ungefähr gleich ist. Durch die erforderlichen Schrägen der Oberflächen erhält das Prisma eine Reihe streifenförmiger Stufen. Die Abbildungsqualität wird durch die Stufenstruktur verschlechtert.

## Verwendung
In der Augenheilkunde (Ophthalmologie) wird die Umlenkeigenschaft eines Prismas zur Behandlung von latentem (Heterophorie) und manifestem (Heterotropie) Schielen, sowie Nystagmus und okulär bedingten Kopfzwangshaltungen genutzt. Prismenbrillen können dafür sorgen, dass Symptome wie Doppelbilder oder Asthenopie reduziert oder gar beseitigt werden. Ein Nachteil von prismatischen Brillengläsern ist ggf. deren höheres Gewicht. Eine Alternative hierzu stellt die Verwendung von Prismenfolien dar, die nach dem Prinzip eines Fresnel-Prismas auf ein Brillenglas aufgebracht werden. Diese sind selbstklebend und in verschiedenen Stärken (Prismendioptrie, pdpt oder Δ) erhältlich. Von Nachteil hierbei ist die schlechtere Abbildungsqualität und mithin eine Verschlechterung der Sehschärfe.
Ein Prismenrasterbild (auch Lentikular- oder Linsenrasterbild) ist ein Bild, das mittels winziger optischer Prismen oder Linsen einen dreidimensionalen (räumlichen) Eindruck erzeugt. Diese Illusion kann ohne optische Hilfsmittel betrachtet werden. Statt eines räumlichen Eindrucks kann auch für sogenannte Wechsel- oder Wackelbilder eine Bewegung oder ein Bildwechsel erzeugt werden. Dieser Effekt tritt auf, wenn das Bild von verschiedenen Blickwinkeln betrachtet wird.
Bei Signallampen kann das abgestrahlte Licht durch Fresnel-Prismen-Vorsätzen in einer Ebene abgelenkt werden.
Zur besseren Tageslichtverteilung in einem Raum werden Prismenkacheln (eine Form von Prismenbeleuchtungen) eingesetzt, die das Tageslicht vornehmlich nach oben ablenken. Dies ist eine Form von anidolischer Beleuchtung.